# Curtitoma decussata
Curtitoma decussata is een slakkensoort uit de familie van de Mangeliidae. De wetenschappelijke naam van de soort is voor het eerst geldig gepubliceerd in 1839 door Couthouy.